# Прилавок

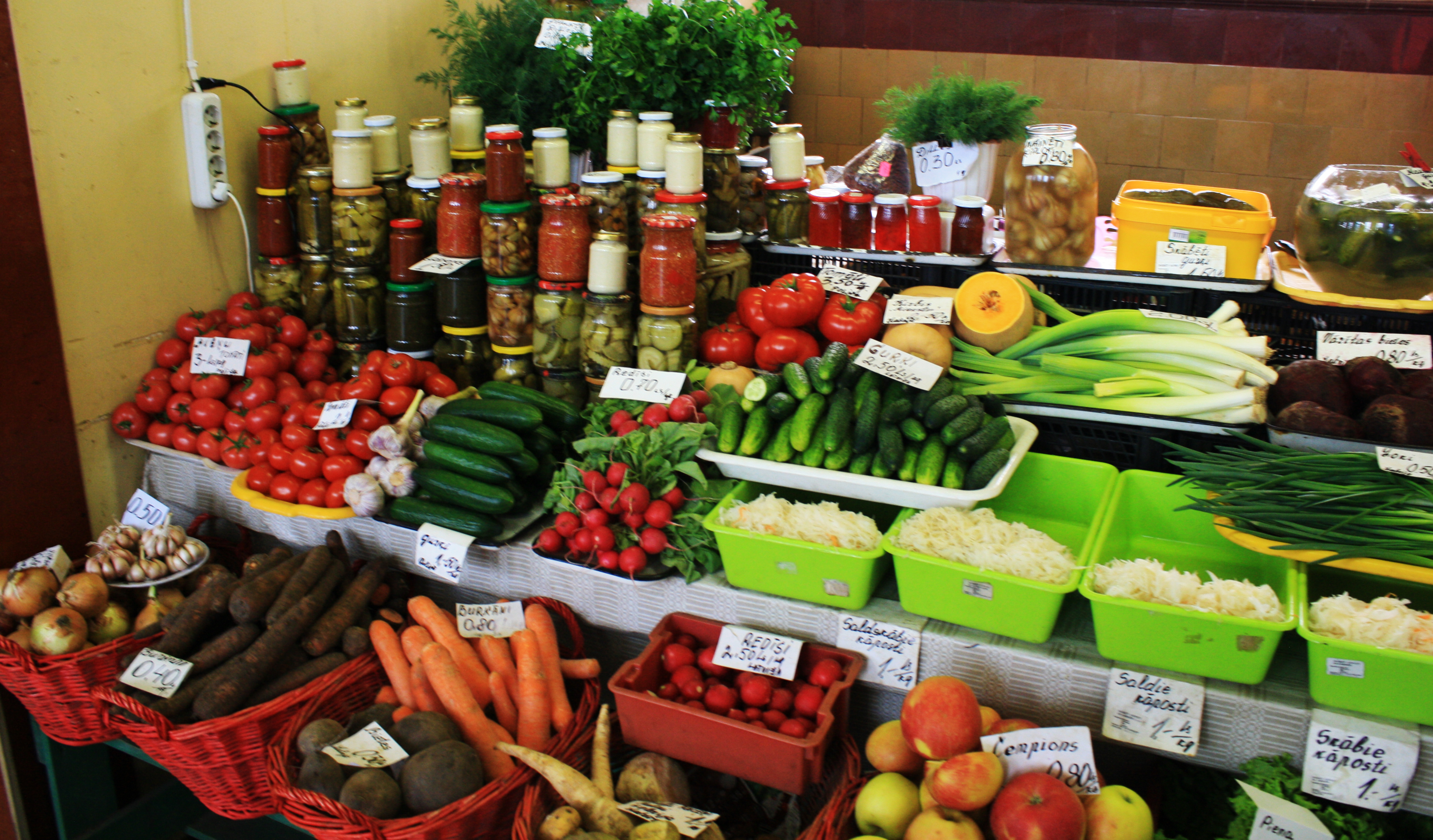
Торговий прилавок

Прила́вок — предмет торгового устаткування, закритий з боку покупців спеціальний стіл, тумба, зазвичай розташована вздовж стіни магазину з проходом для продавців за ним. Іноді передню частину прилавку заскляють, надаючи йому функцію вітрини.
Прилавок у вигляді відкидної полиці чи віконниці у вікні крамниці відомий як ля́да. Критий навісом прилавок для базарної чи вуличної торгівлі називався рундуком.

## Інші значення
- При́лавок — частина нерухомої лави в українській хаті під стіною від дверей до кутка[1][4].